# Шан Сен Пер
Шан Сен Пер (фр. Champ-Saint-Père) насеље је и општина у западној Француској у региону Лоара, у департману Вандеја која припада префектури Сабл д'Олон.
По подацима из 2011. године у општини је живело 1725 становника, а густина насељености је износила 69,92 становника/km². Општина се простире на површини од 24,67 km². Налази се на средњој надморској висини од 41 метар (максималној 75 m, а минималној 1 m).

## Демографија
| 1962. | 1968. | 1975. | 1982. | 1990. | 1999. | 2011. |
| ----- | ----- | ----- | ----- | ----- | ----- | ----- |
| 1.151 | 1.201 | 1.236 | 1.376 | 1.436 | 1.316 | 1.725 |

График промене броја становника у току последњих година